# Der ehrliche Dieb
Der ehrliche Dieb (russisch: Честный вор, Chestny vor) ist eine Kurzgeschichte von Fjodor Dostojewski aus dem Jahr 1848. Die Erstveröffentlichung erfolgte in der zu diesem Zeitpunkt von Andrei Krajewski geführten Zeitschrift Otetschestwennyje Sapiski (vierte Ausgabe des Jahrganges 1848).
Die Geschichte handelt vom tragischen Leben des Alkoholikers Emelyan Ilyitch.

## Zusammenfassung

### Vorgeschichte
Die Geschichte beginnt damit, dass der Erzähler einen Untermieter, einen alten Soldaten namens Astafy Ivanovich, in seiner Wohnung aufnimmt. Eines Tages stiehlt ein Dieb den Mantel des Erzählers und Astafy verfolgt ihn erfolglos. Astafy ist bestürzt über den Diebstahl und geht das Szenario immer wieder durch. Der Erzähler und Astafy teilen eine ausgeprägte Verachtung für Diebe, und so erzählt Astafy nachts dem Erzähler die Geschichte eines ehrlichen Diebes, den er einmal gekannt hatte:

### Geschichte des ehrlichen Diebs
Eines Abends trifft Astafy Ivanovich in einer Kneipe auf Emelyan Ilyitch. Die beiden kannten sich schon früher, aber dem Aussehen seines zerfetzten Mantels nach zu urteilen, hatte Emelyan schwere Zeiten hinter sich. Er sehnt sich nach Alkohol, hat aber kein Geld. Astafy, gerührt von Emelyans erbärmlicher Haltung, spendiert ihm etwas zu trinken. Von da an folgt Emelyan Astafy überallhin und zieht schließlich sogar in seine Wohnung. Astafy hat selbst nicht viel Geld, aber lässt Emelyans Zumutung zu, weil er sich sehr bewusst ist, dass sein Alkoholkonsum ein schreckliches Problem darstellt. Emelyan hört jedoch nicht mit dem Trinken auf, und obwohl er ruhig ist und nicht stört, wenn er betrunken ist, kann Astafy sehen, dass Emelyan niemals in der Lage sein wird, sich mit einer solchen Angewohnheit selbst zu ernähren. Astafy drängt ihn, mit dem Trinken aufzuhören, hat aber keinen Erfolg. Schließlich gibt Astafy ihn auf und zieht um, ohne zu erwarten, Emelyan jemals wieder wiederzusehen.
Bald darauf erscheint Emelyan in seiner neuen Wohnung, und die beiden machen weiter wie bisher. Astafy unterstützt Emelyan mit Kost und Logis, und Emelyan geht immer aus und kommt betrunken zurück. Manchmal verschwindet er tagelang, nur um fast erfroren und im Rausch zurückzukommen.
Astafy, der jetzt als Schneider arbeitet, ist knapp bei Kasse. Eines seiner Projekte, eine Reithose für einen wohlhabenden Kunden, wird nie abgeholt. Er denkt, er könne die Hose verkaufen, um Geld für nützlichere Kleidung und etwas Essen zu bekommen, entdeckt aber dann, dass sie nirgendwo zu finden ist. Emelyan ist wie immer betrunken und bestreitet den Diebstahl. Astafy ist furchtbar über den Diebstahl verärgert und sucht weiter nach der Hose, während er Emelyan gegenüber immer noch misstrauisch bleibt. Emelyan bestreitet den Diebstahl immerfort.
Eines Tages haben Astafy und Emelyan einen Streit um die Hose und Emelyans Alkoholkonsum. Emelyan verlässt die Wohnung und kehrt tagelang nicht zurück. Astafy macht sich sogar auf die Suche nach ihm, aber ohne Erfolg. Schließlich, nach ein paar Tagen, kehrt Emelyan fast verhungert und erfroren zurück. Astafy nimmt ihn erneut auf, aber es ist klar, dass Emelyans Tage gezählt sind. Tage später, nachdem sich Emelyans Gesundheitszustand weiter stark verschlechtert hat, will Emelyan Astafy etwas über das Verbleiben der Hose erzählen. Mit seinen letzten Worten gibt Emelyan den Diebstahl der Hose zu.

## Ausgaben (Auswahl)
- Fjodor Michailowitsch Dostojewski: Der ehrliche Dieb und andere Erzählungen, Hermann Röhl (Übers.), Insel Verlag, 1986.
- David Magarshack: The Best Stories of Fyodor Dostoevsky, The Modern Library, New York 2005, S. 67–88 (englisch).